# Achelia assimilis
Achelia assimilis är en havsspindelart som först beskrevs av Haswell, W.A. 1885.  Achelia assimilis ingår i släktet Achelia och familjen Ammotheidae. Inga underarter finns listade i Catalogue of Life.